# Harry Parker
Harry Alabaster Parker (ur. 6 maja 1873 w Christchurch, zm. 14 maja 1961 w Sydney) – nowozelandzki tenisista.

## Kariera tenisowa
W grze pojedynczej Parker awansował do dwóch finałów Australasian Championships (obecnie Australian Open), w 1907 i 1913 roku. Spotkanie o tytuł w pierwszym finale przegrał z Horace’em Rice’em, a w drugim z Erniem Parkerem.
W grze podwójnej Parker zwyciężył w Australasian Championships w 1907 roku startując w parze z Williamem Greggiem. W finale debel Gregg–Parker był lepszy od Horace’a Rice’a i George’a Wrighta. Parker ponadto dochodził do finałów zawodów deblowych w 1906 i 1913 roku, najpierw z Cecilem Cleve’em Coxem, a potem z Rayem Taylorem.
W 1909 roku Parker osiągnął finał Wimbledonu w grze podwójnej wspólnie ze Stanleyem Doustem.

### Finały w turniejach wielkoszlemowych

#### Gra pojedyncza (0–2)
| Końcowy wynik | Nr | Data | Turniej                              | Nawierzchnia | Przeciwnik   | Wynik finału       |
| ------------- | -- | ---- | ------------------------------------ | ------------ | ------------ | ------------------ |
| Finalista     | 1. | 1907 | Australasian Championships, Brisbane | Trawiasta    | Horace Rice  | 3:6, 4:6, 4:6      |
| Finalista     | 2. | 1913 | Australasian Championships, Perth    | Trawiasta    | Ernie Parker | 6:2, 1:6, 3:6, 2:6 |

#### Gra podwójna (1–3)
| Końcowy wynik | Nr | Data | Turniej                                  | Nawierzchnia | Partner         | Przeciwnicy                       | Wynik finału       |
| ------------- | -- | ---- | ---------------------------------------- | ------------ | --------------- | --------------------------------- | ------------------ |
| Finalista     | 1. | 1906 | Australasian Championships, Christchurch | Trawiasta    | Cecil Cleve Cox | Rodney Heath Anthony Wilding      | 2:6, 4:6, 2:6      |
| Zwycięzca     | 1. | 1907 | Australasian Championships, Brisbane     | Trawiasta    | William Gregg   | Horace Rice George Wright         | 6:2, 3:6, 6:2, 6:2 |
| Finalista     | 2. | 1909 | Wimbledon, Londyn                        | Trawiasta    | Stanley Doust   | Arthur Gore Herbert Roper Barrett | 2:6, 1:6, 4:6      |
| Finalista     | 3. | 1913 | Australasian Championships, Christchurch | Trawiasta    | Ray Taylor      | Alf Hedeman Ernie Parker          | 6:8, 6:4, 4:6, 4:6 |